# Trelnik
Trelnik (Nesospingus speculiferus) – gatunek małego ptaka z rodziny trelników (Nesospingidae), której jest jedynym przedstawicielem. Występuje endemicznie na Portoryko. Narażony na wyginięcie.

## Taksonomia
Gatunek odkrył Juan Gundlanch, a opisał po raz pierwszy George Newbold Lawrence w roku 1875. Holotyp pozyskany na Portoryko przekazano do Muzeum Historii Naturalnej w Waszyngtonie. Opis ukazał się na łamach czasopisma „Ibis”. Lawrence umieścił trelnika w rodzaju Chlorospingus (trznadle) zaznaczając, że nie jest pewien klasyfikacji, gdyż C. speculiferus jest znacznie większy od pozostałych przedstawicieli rodzaju. W 1885 Philip Lutley Sclater umieścił go w nowo utworzonym, monotypowym rodzaju. Nesospingus razem z Chlorospingus, Spindalis i Phaenicophilus tworzą monofiletyczny klad ptaków, będący taksonem siostrzanym wobec kilku rodzajów lasówek (Parulidae). N. speculiferus jest gatunkiem monotypowym.
Barker i współpracownicy (2013, 2015) zasugerowali utworzenie osobnej rodziny dla trelnika; zostało to zaakceptowane przez NACC. Międzynarodowy Komitet Ornitologiczny włączał go do rodziny tanagr (Thraupidae).

### Etymologia
Nazwa rodzajowa: gr. νησος nēsos – wyspa (tj. Portoryko); σπιγγος spingos – zięba, od σπιζω spizō – ćwierkać. Epitet gatunkowy: nowołac. speculifer – noszący lustra, od łac. speculum, speculi – lustro, od specere – patrzeć na; -fera – nosząc, od ferre – nosić.

## Morfologia
Długość ciała wynosi 18–20 cm, z czego około 7 cm przypada na ogon, 1,5 cm na dziób. Skrzydło mierzy blisko 9 cm, skok 2,3 cm. Masa ciała mieści się w przedziale 28,7–40 g. Nie występuje dymorfizm płciowy w upierzeniu. U dorosłego wierzch ciała oraz sterówki przybierają barwę brązowooliwkową. U nasady lotek I rzędu znajduje się mała, biała plama. Pokrywy skrzydłowe brązowe, lotki szare z brązowymi krawędziami. Gardło i broda czysto białe; pozostała część spodu brudnobiała, brązowawa. Głowa czarna do linii poniżej oka. Górna szczęka ciemna, szarobrązowa, dolna jasna. Osobniki młodociane wyróżnia większa ilość brązu w upierzeniu i brak białej plamy na skrzydle.

## Zasięg występowania
Trelnik występuje endemicznie na Portoryko. Zasięg występowania szacowany przez BirdLife International wynosi 5,2 tys. km². Środowisko życia stanowią niepoddane działalności człowieka wilgotne górskie lasy, lasy wtórne, zagajniki palmowe, zarośla oraz plantacje kawy.

## Zachowanie
Pożywienie stanowią bezkręgowce – owady (ćmy, gąsienice, chrząszcze, prostoskrzydłe, mrówkowate), pająki, ślimaki i płazy bezogonowe. Prócz tego zjada małe owoce i nasiona (w tym Cecropia i arekowców). Zwykle trelnik żeruje w luźnych grupach liczących do 12 osobników. Może przyłączać się do stad wielogatunkowych.
Trelnik odzywa się ostrym i głośnym czełp albo czuk, które może ulec przekształceniu w inne, terkoczące dźwięki, na przykład czi-czi-czit lub cłip cłip. Prócz tego odzywa się krótkim, miękkim świergotem oraz cienkim westchnieniem. Obserwowano ptaki w kąpieli mrówkowej.

## Lęgi
Okres lęgowy trwa od stycznia do sierpnia. Zbadano jedynie kilka gniazd. Gatunek silnie terytorialny. Gniazdo ma kształt kubeczka umieszczonego w splątanych pnączach lub na końcu gałęzi, 2 do 10 metrów nad ziemią. Budulec stanowią liście, korzenie, pnącza i włókna roślinne. W zniesieniu 2–3 kremowe jaja. Poza tym brak danych.

## Status i zagrożenia
Przez IUCN trelnik od 2022 roku klasyfikowany jest jako gatunek narażony na wyginięcie (VU, Vulnerable); wcześniej był klasyfikowany jako gatunek najmniejszej troski (LC, Least Concern). Liczebność populacji nie została oszacowana, ale ptak ten opisywany jest jako dość pospolity. BirdLife International ocenia trend liczebności populacji jako spadkowy ze względu na utratę siedlisk leśnych, współcześnie powodowaną głównie przez katastrofalne huragany, takie jak Irma i Maria w 2017 roku. N. speculiferus występuje na sześciu obszarach uznanych za ostoje ptaków IBA.